# Adam Tomasiak
Adam Tomasiak (ur. 15 lutego 1953 w Biesalu) – polski wioślarz, brązowy medalista olimpijski i brązowy medalista mistrzostw świata.

## Kariera
Był zawodnikiem Warmii Olsztyn (1969-1972), Zawiszy Bydgoszcz (1972-1977) oraz TW Polonii Poznań. Wielokrotnie był mistrzem Polski w różnych osadach. 
Wystąpił na igrzyskach olimpijskich w Montrealu w 1976, gdzie był ósmy w czwórkach ze sternikiem. Brał też udział w igrzyskach olimpijskich w Moskwie (1980), gdzie Polacy w składzie: Grzegorz Stellak, Adam Tomasiak, Grzegorz Nowak, Ryszard Stadniuk i Ryszard Kubiak zdobyli brąz w czwórce ze sternikiem. W finale uplasowali się o 8,01 sekundy za osadą NRD i o 3,47 sekundy za osadą ZSRR. Na tej samej imprezie zajął również dziewiąte miejsce w ósemkach. 
Wspólnie z Grzegorzem Nowakiem i Ryszardem Kubiakiem zdobył srebrny medal w dwójce ze sternikiem na mistrzostwach świata w Cambridge (1978).
Jego żoną jest olimpijka Bogusława Kozłowska.
Sołtys wsi Marylin (gm. Drawsko).